# Meroy
Meroy (Meirói en leonés) es una localidad española perteneciente al municipio de Cabrillanes, en la provincia de León, comunidad autónoma de Castilla y León.

## Geografía

### Ubicación
| Noroeste: Lumajo              | Norte: La Peral     | Noreste: La Cueta       |
| Oeste: Lumajo                 |                     | Este: Lago de Babia     |
| Suroeste Villaseca de Laciana | Sur: Vega de Viejos | Sureste: Vega de Viejos |

## Demografía
Evolución de la población
| Gráfica de evolución demográfica de Meroy entre 2000 y 2017        |
|                                                                    |
| Población de derecho (2000-2017) según el padrón municipal del INE |